# Legion of Super-Heroes

Logovariante der LoSH

Legion of Super-Heroes (dt. „Legion der Superhelden“), häufig abgekürzt als LoSH, ist Teil des fiktiven DC-Universums. Sie ist ein Zusammenschluss Jugendlicher des 30./31. Jahrhunderts, die gemeinsam und unter Einsatz ihrer entweder durch Besonderheiten ihrer Heimatplaneten oder durch besondere Vorkommnisse erhaltenen Kräfte Schaden von der Gemeinschaft der Vereinten Planeten abwenden. In den Geschichten vermischen sich die Elemente des Superhelden-Comics mit den Elementen der Science-Fiction. Später erweiterten Elemente des Highschool-Dramas die Serie.
Ihr erstes Abenteuer bestritt die Legion im Heft Adventure Comics #247 (April 1958), Autor war Otto Binder, Zeichner Al Plastino. Adventure Comics ist einer der dienstältesten Titel mit den Geschichten um Superman, verkaufte sich damals aber schlecht. Man wollte mit neuen Figuren mehr Aufmerksamkeit auf die Reihe ziehen und so wurde unter der Leitung von Redakteur Mort Weisinger die Legion of Super-Heroes geboren (Gold, M., 1991). Die an den Geschichten beteiligten Kreativen liest sich wie ein Who is Who der Zeit: Otto Binder, Al Plastino, George Papp, Jim Mooney, John Forte, Curt Swan, Sheldon Moldoff, George Klein.
Zuerst erlebte die Legion in den Serien Adventure Comics, Action Comics und Superboy ihre Abenteuer, erhielt erst mit der Umwidmung der Serie Superboy in Superboy starring the Legion of Super-Heroes 1979 ihr erstes eigenes Heft.
Während in den USA die LoSH fast euphorisch vom Publikum angenommen wurde, fristete sie in den deutschen Publikationen (MV Comix, Superman und Batman, Superman Superband, Superman Taschenbuch usw.) lange Zeit eine untergeordnete Rolle und erhielt erst 2012 eine eigene Serie, die mit Ausgabe 4 im Juli 2013 auch wieder eingestellt wurde.

## Veröffentlichungsdaten

### 1950er- und 1960er-Jahre
Autor Otto Binder und Zeichner Al Plastino stellten die Legion of Super-Heroes erstmals als Gastfiguren in einer Geschichte um den jugendlichen Superhelden Superboy (die jugendliche Version von Superman) vor, die in dem Comicheft Adventure Comics #247 vom August 1958 erschien.
Diese Geschichte, die davon handelt, wie die Legion-Mitglieder Lightning Boy (später Lightning Lad), Saturn Girl und Cosmic Boy aus dem 30. Jahrhundert in die Gegenwart des 20. Jahrhunderts reisen, um ihr großes Vorbild Superboy zu treffen, stieß bei den Lesern der Adventure Comics auf ein äußerst positives Echo, sodass DC Binder und Plastino 1959 damit beauftragte, eine weitere Geschichte um ein Zusammentreffen von Superboy mit den Superhelden aus der Zukunft zu bringen. Da auch der zweite Gastauftritt der Legion in einer Geschichte der Superboy-Reihe in den Adventure Comics (namentlich in Adventure Comics #267 vom Dezember 1959) begeisterte Leserbriefe nach sich zog, beschloss die für die Superman/Superboy-Geschichten zuständige Redaktion bei DC-Comics, die „Legionäre“ fortan häufiger in den Abenteuern von Superman und Superboy auftreten zu lassen. In der Folge traten die Figuren in immer kürzer werdenden Intervallen in Superman- beziehungsweise Superboy-Geschichten in den Serien Action Comics und Adventure Comics auf.
Nachdem sich die Beliebtheit des Konzeptes als hinreichend konstant erwiesen hatte, wurde die Legion of Super-Heroes mit der Ausgabe #300 der Adventure Comics zu einer eigenständigen Reihe innerhalb der Serie ausgebaut. Die Adventure Comics, eine Comic-Anthologie, in der in jeder Ausgabe Geschichten mehrerer verschiedener Reihen nebeneinander präsentiert wurden, blieb danach knapp zwanzig Jahre lang die publizistische Heimat der Legion. Während der 1960er-Jahre blieb die Legion indessen nur eines von mehreren mehr oder weniger gleichberechtigt nebeneinander stehenden Features in den Adventure Comics. In der Praxis bedeutete dies, dass beispielsweise ein Drittel des Seitenanteils jedes Heftes mit einer Geschichte um die Legion gefüllt wurde, während die übrigen zwei Drittel mit Geschichten um andere Figuren wie etwa Zatara the Magician oder Superboy (in Solo-Abenteuern ohne die Legion) gefüllt wurden.
Die meisten Legion-Geschichten in den Adventure Comics der 1960er-Jahre stammten aus der Feder von Binder selbst sowie den Autoren Jerry Siegel (zusammen mit Joe Shuster der Erfinder von Superman), Edmond Hamilton und John Forte. 1966 stieß der damals erst vierzehnjährige Jim Shooter zum Autorenstab der Reihe. Das Engagement des Minderjährigen erfolgte, nachdem er auf dem Postweg vier Skripte für Legion-Geschichten eingereicht hatte, die von der Redaktion für gut befunden und von dem Zeichner Curt Swan in fertige Comic-Bilder umgesetzt wurden und danach in den Adventure Comics #346 bis #349 abgedruckt wurden – ohne dass es irgendjemandem in den Sinn gekommen wäre, dass der Verfasser dieser Geschichten kein Erwachsener sein könnte. Nachdem dieser Umstand entdeckt worden war, wurde Shooter trotz seines minderjährigen Alters als ständiger Autor der Legion-of-Super-Heroes-Geschichten eingestellt. Weitere Zeichner, die in den 1960er-Jahren an den Legion-Comics arbeiteten, waren George Papp, Jim Mooney, Win Mortimer und George Klein.
Mit Adventure Comics #380 vom Mai 1969 wurden die LoSH-Geschichten in den Adventure Comics durch Geschichten über Supermans Cousine Supergirl ersetzt. Ab dem folgenden Monat, Juni 1969, erschienen die Abenteuer der LoSH in der Serie Action Comics, beginnend mit Action Comics #377. In dieser Serie verblieben die LoSH-Geschichten allerdings nur knapp eineinhalb Jahre bis Action Comics #392 vom September 1970. Anschließend kehrten sie in die Adventure Comics zurück.

### 1970er- und 1980er-Jahre
In den 1970er Jahren wurden die Legion-Geschichten von Autoren wie E. Nelson Bridwell, Cary Bates, Jerry Conway und George Tuska Legion-Geschichten verfasst. Ein prominenter Zeichner dieser Zeit war Dave Cockrum, der den Zeichnerjob mit Superboy #188 vom Juli 1972 übernahm. Zwei Jahre später im August 1974 mit Superboy #204 folgte Mike Grell Cockrum als Zeichner der Legion nach.
Mit der Ausgabe #197 vom August 1973 wurde Superboy in Superboy starring the Legion of Super-Heroes umbenannt. Mit der Ausgabe #259 vom Januar 1980 wurde Superboy ganz aus dem Titel genommen, sodass die Serie nur noch Legion of Super-Heroes hieß. Mit der Ausgabe #284 übernahm Paul Levitz den Job des Autors der Serie. Als Zeichner agierte zu dieser Zeit Pat Broderick und Bruce D. Patterson.
Immer wieder gab es die Hefte im „Giant“-Format (z. B. #205, #208, #231). Die Hefte besaßen neben aktuellen Geschichten auch Nachdrucke und hatten so mehr Seiten als die normalen Hefte. Die Zeichnungen wurden zu dieser Zeit von James Sherman (unterstützt von den Tuschezeichnern Bob McLeod und Jack Abel), Joe Staton und Jim Starlin besorgt. Zur gleichen Zeit wurde die LoSH-Spring-Off-Serie Karate Kid gestartet, die einige Solo-Abenteuer des LoSH-Mitglieds Karated Kid erzählte und die insgesamt fünfzehn Ausgaben erreichte.
Höhepunkt von Levitzs Run an der Serie waren der Tod von Invisible Kid (Superboy Starring the LoSH #203) und die Hochzeit von Bouncing Boy und Duo Damsel (Nach dem Tod eines ihrer Körper der neue Name von Triplicate Girl; Superboy Starring the LoSH #200 auf Deutsch in der Reihe MV Comix).
Nach dem Ende von Levitz Run übernahm Keith Giffen die Autorenpflichten für die Legion-Comics. Als Zeichner wurde ihm Larry Malstest zur Seite gestellt. Weitere Autoren die in den folgenden Jahren an der Serie mitarbeiteten waren Steve Lightle (1984–1985) und Greg LaRocque (1986–1987).
Im August 1984 wurde eine neue Legion-Serie unter dem Titel Legion of Super-Heroes (Volume 3) gestartet. Diese erschien in monatlichem Rhythmus bis zum August 1989 und erreichte 63 Ausgaben. Hinzu kamen drei als Legion of Super-Heroes Annual betitelte Sonderhefte in den Jahren 1982, 1983 und 1984. Die alte Legion-Serie (Volume 2) wurde – unter Beibehaltung ihrer alten Nummerierung – unter dem Titel Tales of the Legion of Super-Heroes noch bis zum Dezember 1987 weitergeführt, bevor sie schließlich mit der Ausgabe #354 eingestellt wurde.
Ergänzt wurde diese beiden Serien (Legion of Super-Heroes und Tales of the Legion of Super-Heroes) außerdem durch mehrere, zusätzlich zur regulären Serie erscheinende, in sich geschlossenen, sogenannten Miniserien, die einzelne Charaktere aus dem Figuren-Repertoire der Legion genauer in den Fokus nahmen. So erschien vom Februar bis zum Mai 1986 die Miniserie Legionnaires 3 und vom Dezember 1986 bis zum März 1987 die Miniserie Cosmic Boy.

### 1990er-Jahre bis 2011
Bereits im November 1989 kam es zu einem dritten Neustart der Legion-Comics. Die neue Serie, Legion of Super-Heroes (Volume 4), erschien fortan im monatlichen Takt bis zum März 2000 und erreichte einhundersiebenundzwanzig Ausgaben. Da das Heft vom September 1994 als Legion of Super-Heroes #0 (Bestandteil des Comic-Events Zero Hour: Crisis in Time) und das Heft vom November 1998 als Legion of Super-Heroes #1.000.000 (Bestandteil des Comic-Events DC One Million) ausgewiesen war, wurden die darauffolgenden Ausgaben jeweils mit einer Heftnummer ausgewiesen die um eins beziehungsweise ab Dezember 1998 um zwei Zähler niedriger war, als die tatsächlich erreichte Ausgabenanzahl: Ausgabe #62 erschien als #0, Ausgabe #63 als #62, #111 erschien als #1.000.000, #112 als #110 usw. bis zu Heft #127, das als Nummer #125 nummeriert war. Hinzu kamen sechs als Legion of Super-Heroes Annual #1-6 betitelte Sonderhefte in den Jahren 1989 bis 1995 und zwei als Legion of Super-Heroes Secret Files #1-2 betitelte Sonderhefte in den Jahren 1998 und 1999.
Vom April 1993 bis März 2000 erschien außerdem die Spin-off-Serie Legionnaires. Diese erreichte 83 Ausgaben, die als #1-18, #0 (September 1994), #19-64, #1.000.000 (November 1998) und #66-81 nummeriert waren. Flankiert wurden diese Serien durch eine Reihe von Sonderpublikationen: Die vierteilige Miniserie Inferno, die vierteilige Miniserie Timber Wolf und die vierteilige Miniserie Legion: Science Police (August bis November 1998).
Erster Autor der 1989 neugestarteten Legion-Serie war erneut Keith Giffen, der die Plots für die Handlung der Geschichten schrieb, die anschließend von Tom und Mary Bierbaum in fertige Skripte umgewandelt wurden. Das Tuschen von Giffens Bleistiftzeichnungen erledigte Al Gordon. Nach Giffens Ausscheiden als Zeichner 1994 übernahm der Brite Barry Kitson diese Aufgabe.
Von 2000 bis 2001 brachte DC die zwölfteilige Maxiserie Legion Lost auf den Markt, die die Irrwanderungen der Legion durch die Weiten des Universums beschreibt, nachdem die Hauptfiguren der Serie am Ende von LoSH #125 in eine ihnen unbekannte Region des Kosmos verschlagen wurden. Als Autoren fungierten dabei die Briten Dan Abnett und Andy Lanning. Zwischen Juni und November 2001 wurde die sechsteilige, ebenfalls von Lanning und Abnett verfasste Miniserie Legion Worlds nachgeschoben, die die Ereignisse schildert, die in der Zwischenzeit auf den Heimatplaneten der Legionäre vorgefallen sind. Nach dem Abschluss dieser zweiten Miniserie wurde eine neue fortlaufende, monatlich erscheinende, LoSH-Serie gestartet die kurz als The Legion betitelt wurde. Diese Serie wurde ebenfalls von Abnett und Lanning geschrieben und erreichte achtunddreißig Ausgaben.
2005 wurde das Konzept der Legion of Super-Heroes erneut überarbeitet. Im Anschluss an den von Mark Waid und Geoff Johns verfassten One Shot Teen Titans / Legion Special wurde eine neue Serie gestartet, Legion of Super-Heroes (Volume 5). Den Autorenjob übernahm erneut Waid. Die Ausgaben #16-36 der Serie wurden in Supergirl and the Legion of Super-Heroes umbenannt. Die Serie endet im Februar 2009 mit #50. Im Sommer 2010 startete die Serie erneut mit einer #1 (Volume 6).

### Neustart des DC-Universums
Mit dem Neustart der DC-Comicserien Ende 2011 (The New 52) startete auch die Legion of Super-Heroes mit einer #1 (Volume 7), parallel dazu startete Legion Lost. In dieser Serie erleben eine Handvoll Legion-Mitglieder Abenteuer in der heutigen Zeit. Einige Monate später startete Legion Secret Origin eine auf 6 Hefte begrenzte Mini-Serie. Alle drei Serien wurden beendet, Legion Lost mit der Nummer 17, Legion of Super-Heroes mit der Nummer 23.
Im Januar 2020 startete die Legion of Super-Heroes Vol. 8. Für den Start wurden Autor Brian Michael Bendis und Zeichner Ryan Sook gewählt. Bereits im Oktober 2019 wurde die neue Legion of Super-Heroes in Superman 14 eingeführt.

## Figuren

### Mitglieder der Legion of Super-Heroes
Die Liste ist aufgrund der großen und wechselnden Zahl an verschiedenen Mitgliedern nicht vollständig.
- Andromeda: Andromeda, alias Laurel Gand, stammt vom Planeten Daxam. Sie taucht erstmals in Legion of Super-Heroes (Vol. 4) #66 vom März 1995 auf. Sie verfügten über die gleichen Kräfte wie Superman; anders als bei ihm ist aber ihre Schwäche nicht Kryptonit, sondern Blei.
- Black Witch: Siehe White Witch.
- Bouncing Boy: Bouncing Boy, alias Chuck Taine, kann seinen Körper zu einem extrem federnden Ball aufblähen und dann wie ein Flummi hüpfen. Er stammt von der Erde und wird in Action Comics #276 vom Mai 1961 in die Legion-Comics eingeführt.
- Brainiac 5: Brainiac 5, alias Querl Dox, ist mit einem Intellekt zwölften Grades begabt. Er stammt vom Planeten Colu und wird in Action Comics #276 vom Mai 1961 in die Legion aufgenommen.
- Chameleon Boy: Chameleon Boy, alias Reep Daggle, verfügt über die Fähigkeit, sein äußeres Erscheinungsbild kraft seiner Gedanken zu verändern (Gestaltwandler). Er stammt von einem Planeten namens Durla und tritt erstmals in Action Comics #267 vom August 1960 auf.
- Chameleon Girl: Chameleon Girl, alias Yera Allon, ist eine Gestaltwandlerin vom Planeten Durla. Sie taucht erstmals in einer Verkleidung in LoSH (Vol. 2) #287 vom Mai 1982 auf. Ihre wahre Identität wird in LoSH #305 vom November 1983 enthüllt.
- Chemical King: Condo Arlik kann chemische Reaktionen kontrollieren.
- Colossal Boy: Colossal Boy, alias Gim Allon, kann seinen Körper zur Größe eines Riesen heranwachsen lassen. Er stammt von der Erde und wird in Action Comics #267 vom August 1960 in die Serie eingeführt.
- Cosmic Boy: Cosmic Boy, alias Rokk Krinn, verfügt über die Fähigkeit, kraft seines Willens magnetische Felder zu generieren und magnetische Teilchen zu manipulieren. Er stammt von einem Planeten namens Braal. Er wurde erstmals in Adventure Comics #247 vom April 1958 vorgestellt.
- Dream Girl: Dream Girl, alias Nura Nal, ist ein Mädchen, das über kurze Zeiträume in die Zukunft schauen kann. Sie stammt von einem Planeten namens Naltor und wurde in Adventure Comics #317 vom Februar 1964 in die Legion of Super-Heroes Geschichten eingeführt.
- Element Lad: Element Lad, alias Jan Arrah, besitzt die Fähigkeit, Gegenstände umzuwandeln, indem er die Struktur ihrer Elemente auf molekularer Ebene manipuliert. Er stammt von einem Planeten namens Trom und wird in Adventure Comics #307 vom April 1963 in die Legion-Comics eingeführt.
- Emerald Dragon: Siehe Ultra Boy.
- Ferro Lad: Ferro Lad, alias Andrew Nolan, ist ein Junge, der sich in Eisen verwandeln kann. Ferro Lad taucht erstmals in Adventure Comics #346 vom Juli 1966 auf. Sein Heimatplanet ist die Erde. Er stirbt in Adventure Comics #353 vom Februar 1967 bei der Zerstörung eines sonnenfressenden Weltraummonsters namens Sun-Eater.
- Inferno: Inferno, Sandy Anderson, stammt von der Erde. Sie wurde erstmals in Legion of Super-Heroes (Vol. 4) #64 vom Januar 1995 vorgestellt. Sie kann Hitze und Lichterscheinungen erzeugen.
- Invisible Kid: Invisible Kid, alias Lyle Norg, verfügt über das Talent, sich unsichtbar zu machen. Er stammt von der Erde und wird in Action Comics #267 vom August 1960 in die Serie eingeführt. In Superboy and the Legion of Super-Heroes #203 vom Juli–August 1974 wird er von dem monströsen Validus getötet.
- Karate Kid: Karate Kid, alias Val Armorr, stammt vom Planeten Omega Colony. Er ist ein Meister in verschiedenen Kampfkünsten und wurde erstmals in Legionnaires #60 vom Mai 1998 vorgestellt.
- Kid Quantum: Kid Quantum, alias James Cullen, ist imstande, aus seinem Körper statische Felder (in manchen Versionen auch mit Hilfe eines Gürtels) zu erzeugen. Er stammt von einem Planeten namens Antares und wurde erstmals in Legion of Super-Heroes (Vol. 4) #33 vom September 1992 in die Serie eingeführt. In Legionnaires #12 vom März 1994 schloss er sich dem Batch SW6/New Earth Team an.
- Kid Quantum II: Kid Quantum II, alias Jazmin Cullen, stammt vom Planeten Xanthu. Sie kann Stasisfelder erschaffen. Sie wurde erstmals in Legion of Super-Heroes (Vol. 4) #82 vom Juli 1996 vorgestellt. Der Legion schloss sie sich in Legionnaires #60 vom Mai 1998 an.
- Light Lass: Light Lass (Pulse), alias Ayla Ranzz, besitzt die Fähigkeit, Elektrizität zu manipulieren. Sie stammt von dem Planeten Winath und wird in Adventure Comics #308 vom Mai 1963 in die Serie eingeführt.
- Lightning Lad: Lightning Lad (Lightning Boy), alias Garth Ranzz, ist ein Junge, der über die Gabe verfügt, elektrische Felder zu erzeugen und zu kontrollieren. Er wurde erstmals in Adventure Comics #247 vom April 1958 vorgestellt. Als sein Heimatplanet gilt eine Welt namens Winath.
- Live Wire: Live Wire, alias Garth Ranzz, verfügt über die Fähigkeit, Elektrizität zu manipulieren, elektrische Felder zu kontrollieren und zu generieren. Er stammt von einer Welt namens Winath.
- Magnetic Kid: Magnetic Kid, alias Pol Krinn, kann Magnetfelder erzeugen und kontrollieren. Er stammt von einem Planeten namens Braal und debütierte in Adventure Comics #335 vom August 1965.
- Matter-Eater Lad: Matter-Eater Lad, alias Tenzil Kem, ist imstande, jede Form von Materie zu verschlingen. Er stammt von einem Planeten namens Bismoll und trat erstmals in Adventure Comics #301 vom Oktober 1962 auf.
- Lar Gand: Lar Gand, alias Mon El, Prinz von Daxam, stammt vom Planeten Daxam ab, ein Schwesternplanet von Krypton. Die gelbe Erdensonne hat eine ähnliche Wirkung auf ihn, wie die auf Kryptonier; Mon El kann extrem hoch und weit springen, außerdem ist er genau wie Superman unverwundbar, seine Schwäche ist jedoch nicht Kryptonit, sondern Blei. Er wurde in seiner modernen Version erstmals in Legionnaires #37 vom Juni 1996 vorgestellt.
- Monstress: Monstress, alias Candi Pyponte-Le Parc III, stammt vom Planeten Xanthu. Sie verfügt über Superstärke und wurde erstmals in Legion of Super-Heroes (Vol. 4) #82 vom Juli 1996 vorgestellt. Mitglied der Legion wurde sie in Legionnaires #50 vom Juli 1997. In Legion Lost #11 vom März 2001 wurde sie von Element Lad getötet.
- Phantom Girl: Phantom Girl (Phase), alias Tinya Wazzo, ist ein Mädchen, das die Begabung besitzt, sich vorübergehend in ein unberührbares Phantom zu verwandeln. Sie stammt von einem Planeten namens Bgztl und trat erstmals in Action Comics #276 vom Mai 1961 auf. Später ändert Phantom Girl ihren Namen in Phase und schließt sich der Organisation L.E.G.I.O.N. an. In L.E.G.I.O.N. '94 #70 vom September 1994 werden Phantom Girl und Phase in zwei unterschiedliche Figuren aufgeteilt, deren gleiches Aussehen damit erklärt wird, dass sie aus Parallelwelten stammen.
- Phase: Siehe Phantom Girl.
- Polar Boy: Polar Boy, alias Brek Bannin, ist imstande, die Hitze aus Lebewesen und Objekten zu absorbieren und so Kälte zu erzeugen. Er debütierte in Adventure Comics #306 vom März 1963 und stammt von einem Planeten namens Tharr.
- Quislet: Quislet ist ein Energiewesen mit der Fähigkeit, unbelebten Objekten Leben zu verleihen. Er stammt von einer Welt namens Teall.
- Saturn Girl: Saturn Girl, alias Imra Ardeen, ist eine junge Telepathin, die über die Gabe verfügt, die Gedanken anderer Menschen lesen und kontrollieren zu können. Sie stammt von Titan, dem größten Mond des Planeten Saturn und wurde erstmals in Adventure Comics #247 vom April 1958 vorgestellt.
- Sensor: Sensor, alias Jeka Wynzorr, stammt vom Planeten Orando. Sie verfügt über die Fähigkeit Illusionen zu erzeugen, außerdem ist sie eine Telepathin. Sensor ist das Post-Crisis-Pendant zu Princess Projectra/Sensor Girl und wurde erstmals in Legionnaires #43 vom Dezember 1996 vorgestellt.
- Shadow Lass: Siehe Umbra.
- Spark: Ayla Ranzz vom Planeten Winath kann Blitze erzeugen.
- Star Boy: Star Boy, alias Thom Kallor, kann kraft seines Willens die Masse von Gegenständen erhöhen. Er ist von einem Planeten namens Xanthu geboren.
- Sun Boy: Sun Boy, alias Dirk Morgna, verfügt über die Fähigkeit, aus seinem Körper Hitze und Licht zu erzeugen. Er stammt von der Erde und trat erstmals in Action Comics #276 vom Mai 1961 auf. In Legion of Super-Heroes (Vol. 4) #36 vom November 1992 wird Sun Boy von der Magierin Circe getötet.
- Superboy: Siehe Hauptartikel Superboy.
- Supergirl: Siehe Hauptartikel Supergirl.
- Tellus: Tellus, alias Ganglios, ist ein Telepath und Telekinetiker. Er stammt von einer Welt namens Hyrakius.
- Thunder: Thunder, alias CeCe Beck, stammt vom Planeten Binderaa. Sie verfügt über Superstärke, Weisheit, Unverwundbarkeit, die Fähigkeit zu fliegen und gesteigerte Wahrnehmungskraft. Sie wurde erstmals in The Power of Shazam! Annual #1 von 1996 vorgestellt.
- Timber Wolf: Brin Londo besitzt Superstärke, Superagilität und die Sinne eines Werwolfes.
- Triplicate Girl: Triplicate Girl, alias Luornu Durgo, besitzt die Fähigkeit, sich in drei verschiedene Personen „aufzusplitten“, so dass sie gleichzeitig als drei verschiedene Mädchen der Legion angehört. Sie stammt vom Planeten Cargg und wird in Action Comics #276 vom Mai 1961 in die Legion-Comics eingeführt. Eines ihrer drei Ichs wird in Adventure Comics #340 vom Januar 1966 von dem bösen Computer Computo ermordet. In Legion of Super-Heroes (Vo. 3) #50 vom September 1988 wird ein zweites von Triplicate Girls Ichs vom Time Trapper getötet. Dieser zweite Tod wird später in einer Geschichte von 1993 für ungültig erklärt und zurückgenommen.
- Ultra Boy: Ultra Boy (später Emerald Dragon), alias Jo Nah, verfügt über Superstärke, Supergeschwindigkeit, Flugfähigkeit, Unverwundbarkeit und Penetra-Blick, kann aber immer nur eine seiner Fähigkeiten auf einmal einsetzen. Er stammt von einem Planeten namens Rimbor und trat erstmals in Superboy #98 vom Juli 1962 in einem Legion-Comic auf.
- Umbra: Tasmia Mallor, stammt von einem Planeten namens Talok VIII. Sie verfügt über die Fähigkeit Schatten zu werfen. Sie wurde erstmals in Legionnaires #43 vom Dezember 1996 vorgestellt.
- Valor: Siehe M’Onel.
- White Witch: White Witch bzw. Black Witch, alias Mysa Nal, stammt von einer Welt namens Naltor. Sie debütierte in Adventure Comics #350 vom November 1966.
- Xs: Xs, alias Jenni Ognats, ist die Enkelin des ersten Flash Barry Allen und die Cousine von Bart Allen, alias Kid Flash, und stammt aus dem 31. Jahrhundert.

### Gegner
- Dominators: Die Dominators sind ein Volk von außerirdischen Diktatoren.
- Fatal Five: Die Fatal Five sind eine fünfköpfige Gruppe von Verbrechern aus dem 30. Jahrhundert (Mitglieder: Emerald Empress, Tharok, Mano, Der Persuader und Validus).
- Khunds: Die Khunds sind eine kriegerische außerirdische Rasse, mit der die Legion mehrfach aneinandergerät.
- Mordru: Mordru ist ein Zauberer, der sich dem Ziel verschrieben hat, das Universum zu erobern.

## Handlung

### Ursprüngliche Version
Im Wesentlichen tritt die Legion in den Superboy-Comics auf, um den jugendlichen Superman zu unterstützen bzw. sich von ihm in ihrer eigenen Zeit helfen zu lassen.

### Moderne Version
Nach einer knapp sechsunddreißig Jahre andauernden Veröffentlichungsgeschichte beschloss DC-Comics 1994, die Legion of Super-Heroes neu zu starten. Im Anschluss an die Ausgabe LoSH #61 wurde in LoSH #0 die Ursprungsgeschichte der Legion noch einmal geschildert, wobei sie sich deutlich von der des Originals unterschied. Die nachfolgenden Hefte – ab LoSH #62 – knüpften nur noch an LoSH #0 an, ließen die Geschichten der vorangegangenen Jahrzehnte jedoch außer Acht, um neuen Lesern einen leichteren Einstieg (frei vom Story- und Kontinuitätsballast von mehr als dreißig Jahren) zu ermöglichen.

## In anderen Medien

### Legion of Super Heroes
Von 2006 bis 2008 wurde in den USA eine auf den Comics basierende Zeichentrickserie unter dem Titel Legion of Super Heroes ausgestrahlt, die insgesamt 26 Episoden umfasste.

### Smallville
In der achten Staffel der Serie Smallville trifft die Legion auf den jugendlichen Clark Kent, als dieser vom Persuader, einem axtschwingenden Giganten aus dem 31. Jahrhundert, angegriffen und verletzt wird. Drei Mitglieder der Legion (Cosmic Boy, Lightning Lad und Saturn Girl) helfen, den Persuader zu besiegen. Sie unterstützen Clark außerdem dabei, Brainiac in eine Kugel zu bannen, welche sie mit in die Zukunft nehmen. Clark wird ein Ring überlassen, mit dem er in der Zeit, insbesondere in die Zukunft, reisen kann; zudem wird er darin unterrichtet, dass er ein Superheld wird, der bewirkt, dass die Menschheit Außerirdische auf der Erde willkommen heißt.

## Nachdrucke
In den 1990er Jahren begann DC-Comics damit, die alten – auf dem Sammlermarkt nur noch zu äußerst hohen Preisen erhältlichen – Geschichten um die Legion of Super-Heroes in Sammelbänden nachzudrucken, wobei Erstauflagen dieser Bände bereits selbst wieder gesucht sind.
Bislang wurden unter dem Titel Legion of Super-Heroes Archives 13 Hardcover-Bände mit Schutzumschlag veröffentlicht, sodass nun beinahe alle Geschichten aus den 1950er- und 1960er-Jahren vorliegen. Die Bände enthalten aus den genannten Einzelheften nur die Geschichten mit der Legion of Super-Heroes.
- Legion of Super-Heroes Archives, Band 1 (enthält Adventure Comics #247, 267, 282, 290, 293, 300–305; Action Comics #267, 276, 287, 289; Superboy #86, 89, 98; Superman #147;  Superman Annual #4)
- Legion of Super-Heroes Archives, Band 2 (enthält Adventure Comics #306–317; Superman's Pal Jimmy Olsen #72)
- Legion of Super-Heroes Archives, Band 3 (enthält Adventure Comics #318–328; Superman's Pal Jimmy Olsen #76; Superboy #117)
- Legion of Super-Heroes Archives, Bd. 4 (enthält Adventure Comics #329–339; Superboy #124–125)
- Legion of Super-Heroes Archives, Band 5 (Adventure Comics #340–349)
- Legion of Super-Heroes Archives, Band 6 (Adventure Comics #350–358)
- Legion of Super-Heroes Archives, Band 7 (Adventure Comics #359–367; Superman's Pal Jimmy Olsen #106)
- Legion of Super-Heroes Archived, Band 8 (enthält Adventure Comics #368–376; Superboy #147)
- Legion of Super-Heroes Archives, Band 9 (enthält Adventure Comics #377–380; Action Comics #378-387, #389-392)
- Legion of Super-Heroes Archives, Band 10 (enthält Superboy #172, 173, 176, 183, 184, 188, 190, 191, 193, 195, 197-202; Adventure Comics #403)
- Legion of Super-Heroes Archives, Band 11 (enthält: Superboy #203–212; Amazing World of DC Comics #9)
- Legion of Super-Heroes Archives, Band 12 (enthält: Superboy #213–223; Karate Kid #1)
- Legion of Super-Heroes Archives, Band 13 (enthält: Superboy #224–233)
- Superboy and the Legion of Super-Heroes Vol. 1 (führt die Reihe „Legion of Super-Heroes Archives“ fort, enthält: Superboy #234-240, Superboy and The Legion of Super-Heroes DC Treasury Edition C#55, DC Super-Stars #17)
- Superboy and the Legion of Super-Heroes Vol. 2 (enthält Superboy #241-258, DC Comics Presents #13-14)

Die Serie „Legion of Super Heroes: The Silver Age Omnibus“ veröffentlicht erneut die ersten Geschichten und enthält das Material der Reihe „Legion of Super-Heroes Archives“
- Legion of Super Heroes: The Silver Age Omnibus Vol 1 (enthält ADVENTURE COMICS #247, #267, #282, #290, #293, #300-328; ACTION COMICS #267, #276, #287, #289; SUPERMAN #147; SUPERMAN ANNUAL #4, SUPERMAN'S PAL JIMMY OLSEN #72, #76; SUPERBOY #86, #89, #98, #117)
- Legion of Super Heroes: The Silver Age Omnibus Vol 2 (enthält Adventure Comics #329-360, Superboy #124-125.)

## Veröffentlichung auf Deutsch
Obwohl es erst sehr spät eine eigene (und mit vier Nummer auch sehr kurze) Serie der Legion der Superhelden in deutscher Sprache gab, wurden dennoch regelmäßig Comics im Rahmen anderer Serien veröffentlicht. Ausgaben von Legion of Super-Heroes (Vol.2) kamen beim Ehapa-Verlag in den 1980er-Jahren v. a. in der Serie Superboy zum Abdruck. Außerdem war im Superman Superband #21 das Legion of Super-Heroes (Vol.2) Annual #1 zu lesen. Von der dritten Serie der LoSH kam aber nur noch eine Ausgabe zur Veröffentlichung (in Der neue Superman #4/1988).
Erst der Panini-Verlag druckte eigene Legion-Bände, darunter einen Archiv-Band (Legion Klassik Monster Edition) und einen Band mit Comics der Serie The Legion (Legion Monster Edition). Ab 2012 erschien im selben Verlag eine vier Sammelbände umfassende Serie unter dem Titel Legion of Super-Heroes.